# Awiadwigatel
Awiadwigatel (russisch Авиадвигатель, ‚Flugmotor‘) ist seit 1939 das führende Konstruktionsbüro für zivile und militärische Luftfahrtantriebe in Perm in Russland. Hinzu kamen in der Zwischenzeit Gasturbinen und darauf basierende Kraftwerke. Heute ist Awiadwigatel eine Tochter der United Engine Corporation und damit mittelbar Teil von Rostec.

## Geschichte
1934 wurde Arkadi Dmitrijewitsch Schwezow Gründer und Chefkonstrukteur des Konstruktionsbüros „Motorostroitel“, das mit dem Motorenwerk Perm eng zusammenarbeitete. 
Aus „Motorostroitel“ ging 1939 Awiadwigatel hervor. Die Leitung blieb bis 1953 bei Schwezow, der Sternmotoren für Flugzeuge von Polikarpow, Tupolew, Suchoi, Lawotschkin, Iljuschin, Antonow und Hubschrauber von Mil und Jakowlew entwickelte.
Seit Anfang der 1950er begann der neue Leiter Pawel Alexandrowitsch Solowjow, Strahltriebwerke zu entwickeln. Er entwickelte unter anderem das erste russische Turbofan-Triebwerk und leitete die Firma über 35 Jahre, bis 1989.
Juri Reschetnikow und sein Nachfolger Alexander Inosemzew führten das Unternehmen durch die Zeiten des Systemumbruchs und in die Form der offenen Aktiengesellschaft (OAO). Der Fokus wurde in dieser Zeit erweitert auf die Entwicklung von industriellen Gasturbinen für Kraftwerke oder Pumpstationen.
Die Motoren und Triebwerke wurden in zwei Werken produziert, der zugehörigen Perm Engine Company sowie bei Rybinsk Motors (heute NPO Saturn) in Rybinsk.

## Triebwerkstypen
- Solowjow D-20P Turbofan, für die Tupolew Tu-124
- Solowjow D-25W Hubschrauberturbine für Mil Mi-6, Mi-10
- Solowjow D-30 Turbofan, für Tupolew Tu-134
- Solowjow D-30F6 Turbofan mit Nachbrenner, für den Überschalljäger MiG-31
- Solowjow D-30K Turbofan, für die Iljuschin Il-62, Il-76 und Tupolew Tu-154, das meistproduzierte russische Triebwerk
- TW2-117A – eine Hubschrauberturbine, z. B. für den Mil Mi-8
- PS-90A Turbofan, für die Iljuschin Il-76, Il-96, die Tupolew Tu-204 und Tu-214
- PD-14 Turbofan, für die Irkut MC-21